# Řád koruny (Nizozemsko)
Řád koruny (nizozemsky: Kroonorde) je dynastický řád Nizozemské královské rodiny. Založen byl roku 1969 královnou Juliánou a udílen je výhradně cizincům za mimořádné služby dynastii.

## Historie a pravidla udílení
Řád založila 30. listopadu 1969 nizozemská královna Juliána v rámci reorganizace Řádu Oranžské dynastie. Původní řád byl udílen v osmnácti třídách, což však neodpovídalo změnám v nizozemské společnosti, která se v 60. letech 20. století stávala čím dál více rovnostářská. Nový řád byl rozdělen do pěti tříd a udílen je jako řád dynastický bez vládního vlivu výhradně na základě rozhodnutí panovníka. Ten však toto vyznamenání neudílí z pozice své funkce vladaře, ale jako soukromá osoba. Udílen je pouze cizím státním příslušníkům, kteří prokázali mimořádně služby nizozemského králi a jeho rodině.

## Insignie
Řádový odznak má tvar bíle smaltovaného latinského kříže, který je položen na zlatém vavřínovém věnci. Uprostřed kříže je kulatý zlatý medailon s rohem pokrytým červeným a modrým smaltem. Tento roh je heraldickým symbolem Oranžského knížectví, ze kterého pochází i vládnoucí nizozemská dynastie. Medailon je lemován bíle smaltovaným kruhem nesoucím motto řádu JE MAINTIENDRAI. Velikost odznaku v nejvyšší třídách třídách je 68 × 54 mm, u nižších dvou tříd je velikost odznaku 48 × 39 mm. Velikost medaile v průměru je 32 mm.
Řádová hvězda je čtyřcípá s cípy složenými z různě dlouhých paprsků. Má téměř čtvercový tvar. Uprostřed je položen medailon, který se svým provedením shoduje s medailonem odznaku. Velikost řádové hvězdy je 90 mm.

Stuha je oranžová při obou okrajích s trojicí úzkých proužků v barvách nizozemské trikolóry, tedy v barvě červené, bílé a modré. V případě první třídy je u pánů stuha široká 101 mm a u dam 70 mm, v případě druhé a třetí třídy je stuha široká 55 mm a v případě čtvrté a páté třídy je stuha široká 39 mm.

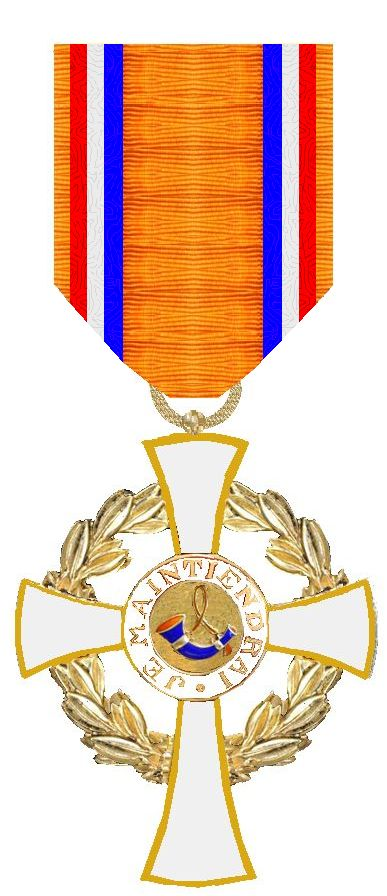
Insignie řádu ve třídě čestného kříže
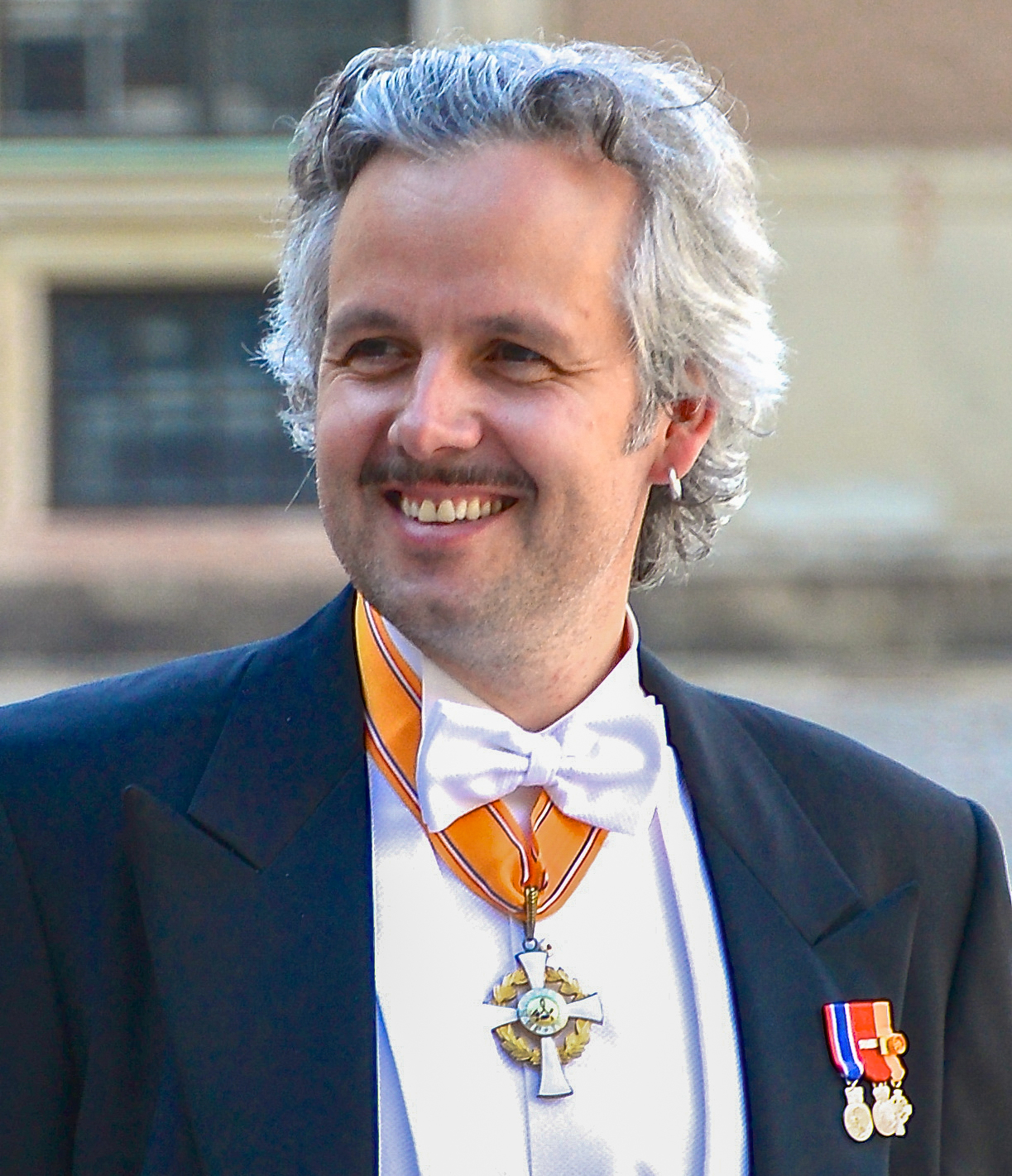
Norský spisovatel a umělec Ari Behn s Řádem koruny, 2013

## Třídy
Řád je udílen v pěti řádných třídách a náleží k němu také tři medaile:
- velkokříž Grootkruis) – Řádový odznak se nosí na široké stuze spadající z pravého ramene na protilehlý bok. Čtyřcípá řádová hvězda se nosí nalevo na hrudi.
- čestný kříž s hvězdou (Groot erekruis met Plaque) – Řádový odznak se nosí na stuze kolem krku. Čtyřcípá řádová hvězda se nosí nalevo na hrudi.
- velký čestný kříž (Groot erekruis) – Řádový odznak se nosí na stuze kolem krku. Řádová hvězda této třídě již nenáleží.
- čestný kříž s rozetou (Erekruis met Rozette) – Řádový odznak se nosí na stužce s rozetou nalevo na hrudi.
- čestný kříž (Erekruis) – Řádový odznak se nosí na stužce bez rozety nalevo na hrudi.
- zlatá medaile (Medaille in goud) – Medaile se nosí na stužce nalevo na hrudi.
- stříbrná medaile (Medaille in zilver) – Medaile se nosí na stužce nalevo na hrudi.
- bronzová medaile (Medaille in brons) – Medaile se nosí na stužce nalevo na hrudi.

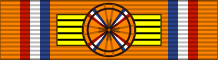
velkokříž
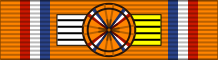
čestný kříž s hvězdou
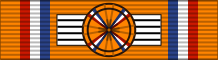
velký čestný kříž
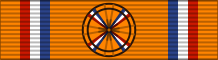
čestný kříž s rozetou
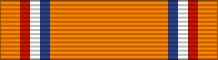
čestný kříž
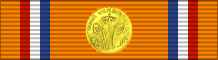
zlatá medaile
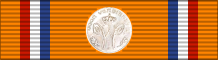
stříbrná medaile
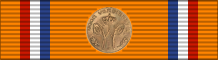
velký čestný kříž